# Filippo Maria Sforza
Filippo Maria Sforza (Pavia, 22 dicembre 1449 – Milano, 1º ottobre 1492), conte di Corsica e Pavia, era il figlio secondogenito maschio del duca di Milano Francesco Sforza e di Bianca Maria Visconti.
Prese il nome dal nonno materno Filippo Maria Visconti, ultimo duca visconteo di Milano.

## Biografia
All'età di quattro anni venne ufficialmente fidanzato (13 dicembre 1454) a Maria di Savoia, figlia di Ludovico, duca di Savoia, e di Anna di Lusignano, principessa di Cipro. Per motivi non noti il fidanzamento venne rotto successivamente.
Alla morte del padre nel 1466, il ducato passò al fratello Galeazzo, che esiliò in Francia i fratelli, contrari alla sua politica filofiorentina suggeritagli dal segretario Cicco Simonetta.
In seguito all'assassinio del duca, succedette un bambino: Gian Galeazzo, figlio di Galeazzo e di sua moglie Bona di Savoia, che in quanto reggente governò il ducato insieme al Simonetta.
Partecipò nel 1477 al consiglio segreto indetto dalla cognata, un mese dopo la morte del marito, per decidere sul futuro immediato del ducato.
Diversamente dagli altri fratelli di Galeazzo, che si opposero militarmente alla cognata e furono alla fine per questo esiliati dal ducato, Filippo Maria fu meno interessato al potere e il non aver preso parte alla rivolta gli consentì di poter risiedere ancora a Milano, dove morì, nel suo palazzo di Porta Vercellina, nel 1492.

## Matrimonio e discendenza
Prima dell'esilio imposto da Bona, i fratelli di Filippo, per stringere alleanze da sfruttare contro la duchessa, cercarono di procurargli una consorte. Nessuna proposta, però, sfociò mai in matrimonio.
Il 29 agosto 1482 sposò la cugina Costanza Sforza, figlia di Bosio I Sforza, conte di Cotignola e Santa Fiora e signore di Castell'Arquato (del ramo cadetto della famiglia Sforza di Santa Fiora).
Dalle nozze nacque una figlia, Bona, poi moglie di Gian Galeazzo Visconti, conte di Sesto Calende.
Prima delle nozze, ebbe inoltre un figlio illegittimo di nome Costanzo, morto il 1º giugno 1479 all'età di otto anni.

## Ascendenza
|                        |                        |                      | Genitori           |  |  | Nonni |  |  | Bisnonni           |  |  | Trisnonni         |  |
|                        |                        |                      |                    |  |  |       |  |  | Giovanni Attendolo |  |  | Giacomo Attendolo |  |
|                        |                        |                      |                    |  |  |       |  |  | Giovanni Attendolo |  |  | Giacomo Attendolo |  |
|                        |                        | …                    |                    |  |  |       |  |  | Giovanni Attendolo |  |  |                   |  |
| Giacomo Attendolo      |                        |                      |                    |  |  |       |  |  | Giovanni Attendolo |  |  |                   |  |
|                        |                        | Elisa Petraccini     | Ugolino Petraccini |  |  |       |  |  |                    |  |  |                   |  |
|                        |                        | Elisa Petraccini     | Ugolino Petraccini |  |  |       |  |  |                    |  |  |                   |  |
|                        |                        | Elisa Petraccini     | …                  |  |  |       |  |  |                    |  |  |                   |  |
| Francesco I Sforza     |                        | Elisa Petraccini     |                    |  |  |       |  |  |                    |  |  |                   |  |
|                        |                        | …                    | …                  |  |  |       |  |  |                    |  |  |                   |  |
|                        |                        | …                    | …                  |  |  |       |  |  |                    |  |  |                   |  |
|                        |                        | …                    | …                  |  |  |       |  |  |                    |  |  |                   |  |
| Lucia Terzani          |                        | …                    |                    |  |  |       |  |  |                    |  |  |                   |  |
|                        |                        | …                    | …                  |  |  |       |  |  |                    |  |  |                   |  |
|                        |                        | …                    | …                  |  |  |       |  |  |                    |  |  |                   |  |
|                        |                        | …                    | …                  |  |  |       |  |  |                    |  |  |                   |  |
| Filippo Maria Sforza   |                        | …                    |                    |  |  |       |  |  |                    |  |  |                   |  |
|                        | Gian Galeazzo Visconti | Galeazzo II Visconti |                    |  |  |       |  |  |                    |  |  |                   |  |
|                        | Gian Galeazzo Visconti | Galeazzo II Visconti |                    |  |  |       |  |  |                    |  |  |                   |  |
|                        | Gian Galeazzo Visconti | Bianca di Savoia     |                    |  |  |       |  |  |                    |  |  |                   |  |
| Filippo Maria Visconti | Gian Galeazzo Visconti |                      |                    |  |  |       |  |  |                    |  |  |                   |  |
|                        |                        | Caterina Visconti    | Bernabò Visconti   |  |  |       |  |  |                    |  |  |                   |  |
|                        |                        | Caterina Visconti    | Bernabò Visconti   |  |  |       |  |  |                    |  |  |                   |  |
|                        |                        | Caterina Visconti    | Regina della Scala |  |  |       |  |  |                    |  |  |                   |  |
| Bianca Maria Visconti  |                        | Caterina Visconti    |                    |  |  |       |  |  |                    |  |  |                   |  |
|                        |                        | Ambrogio del Maino   | …                  |  |  |       |  |  |                    |  |  |                   |  |
|                        |                        | Ambrogio del Maino   | …                  |  |  |       |  |  |                    |  |  |                   |  |
|                        |                        | Ambrogio del Maino   | …                  |  |  |       |  |  |                    |  |  |                   |  |
| Agnese del Maino       |                        | Ambrogio del Maino   |                    |  |  |       |  |  |                    |  |  |                   |  |
|                        |                        | ?...Negri            | …                  |  |  |       |  |  |                    |  |  |                   |  |
|                        |                        | ?...Negri            | …                  |  |  |       |  |  |                    |  |  |                   |  |
|                        |                        | ?...Negri            | …                  |  |  |       |  |  |                    |  |  |                   |  |
|                        |                        | ?...Negri            |                    |  |  |       |  |  |                    |  |  |                   |  |